# 김병우 (영화 감독)
김병우(1980년 ~ )는 대한민국의 영화 감독이다. 부산 출신으로 한양대학교 연극영화과를 나왔다. 2003년 첫 장편 《아나모픽》이 부천국제판타스틱영화제, 서울독립영화제 등에서 상영되었다.

## 영화
- 2003년 영화 《아나모픽》 ... 감독
- 2007년 영화 《리튼》 ... 감독 & 각본
- 2013년 영화 《더 테러 라이브》 ... 감독 & 각본
- 2018년 영화 《PMC: 더 벙커》 ... 감독 & 각본
- 2024년 영화 《전지적 독자 시점》 ... 감독
- 2025년 영화 《대홍수》 ... 감독 & 각본